# Монон (Индијана)
Монон (енгл. Monon) град је у америчкој савезној држави Индијана.

## Демографија
По попису из 2010. године број становника је 1.777, што је 44 (2,5%) становника више него 2000. године.
| Група             | 2000.         | 2010.         |
| Белци             | 1.394 (80,4%) | 1.234 (69,4%) |
| Афроамериканци    | 0 (0,0%)      | 10 (0,6%)     |
| Азијати           | 4 (0,2%)      | 3 (0,2%)      |
| Хиспаноамериканци | 299 (17,3%)   | 505 (28,4%)   |
| Укупно            | 1.733         | 1.777         |